# Paraspadella pimukatharos
Espèce
Synonymes
- Spadella pimukatharos Alvariño, 1987 - protonyme[1]

Paraspadella pimukatharos est une espèce de chaetognathes de la famille des Spadellidae.

## Étymologie
Le nom spécifique est une combinaison de "Pimi" et "Katharos". Pimu était le nom original de l'île de Santa Catalina en Californie jusqu'en 1542, et katharos est la racine grecque de Catalina, qui signifie pur, propre et sans souillures.

## Description
Paraspadella pimukatharos a une longueur de 7,5 mm maximum dont la moitié pour la queue. Le corps est opaque, avec des muscles bien développés sur les faces dorsale et ventrale. Les côtés latéraux sont très étroits. Aucun pigment ou motif de pigmentation n'a été observé. Le corps a à peu près la même largeur de la tête à la queue, légèrement étroit au niveau de la région du septum transverse qui sépare les segments du tronc et de la queue. La tête est à peu près aussi longue que large. La tête, le tronc et la queue sont abondamment recouverts d'une collerette ou d'un tissu alvéolaire, donnant à l'animal l'apparence d'avoir la même largeur de la tête à la queue, à l'exception de l'effilage au bout de la queue. Les yeux sont grands et arrondis, placés au centre de la face dorsale de la tête et sont à la même distance l'un de l'autre que des côtés de la tête. La région pigmentée des yeux est grande et comprend deux branches. La branche la plus longue est parallèle à l'axe longitudinal du corps et la branche courte s'étend perpendiculairement à mi- longueur à partir de la grande branche. Le pigment sépare cinq petites régions claires remplies de lentilles : 
- une grande région vers le côté de la tête
- deux petites régions vers le centre de la tête limitées par les branches longue et courte du pigment
- deux très petites régions au bout de la grande branche verticale

Il y a sept à neuf crochets de chaque côté de la tête. Ils sont minces, courbes et semblent plissés sur les côtés de la tête. Il y a deux à trois dents antérieures fines, courtes et pointues. Aucune denture postérieure n'a été observée. La bouche est sur la face ventrale et comporte deux coussinets ronds en avant. La couronne ciliaire, située sur la face dorsale du cou, est en forme d'ellipse, avec un axe transversal plus de deux fois plus long que l'axe vertical. La collerette s'étend comme une strate épaisse et solide, recouvrant la tête et s'étendant le long du cou, du tronc et de la queue. Les diverticules intestinaux sont absents. Le ganglion ventral est grand et épais. Il est situé à peu près à mi- longueur du tronc. Les deux tiers du ganglion s'étendent sur la partie antérieure du tronc tandis qu'environ un tiers du ganglion s'étend sur la partie postérieure du tronc, étant plus proche du cou que de la cloison postérieure. Le ganglion n'occupe pas toute la largeur du tronc. La paire de nageoires latérales s'étend de la région de l'ouverture des oviductes jusqu'aux vésicules séminales. Les nageoires sont complètement rayées. La nageoire caudale est longue, en forme de spatule, arrondie latéralement et plus large à l'extrémité du segment caudal, et se termine par un bord postérieur droit. Elle est indépendante de l'extrémité postérieure des nageoires latérales. Son origine est antérieure à l'extrémité postérieure des vésicules séminales. La partie du segment de queue entourée par la nageoire caudale représente environ un tiers du segment de queue.
Les organes digitaux adhésifs, situés ventralement de chaque côté du segment de la queue dans la région des vésicules séminales, sont formés par deux processus en forme de doigt, semblables au pouce et à l'index d'une main humaine, le pouce étant plus large à la base que l'index. Ils sont renforcés par des fibres ressemblant à des muscles. A la partie ventrale du bout de chaque doigt se trouve un coussinet ovale composé de papilles très fines. Ces structures digitales adhésives se développent à partir des côtés ventrolatéraux de la partie postérieure du segment de queue et sont indépendantes des nageoires latérales et caudale et des vésicules séminales. Ces organes digitaux s'étendent ventralement pour soutenir l'animal loin du substrat. De la face ventrale à la face dorsale de l'animal, la séquence des structures anatomiques est la suivante : organes digitaux, nageoire caudale, partie postérieure des nageoires latérales, vésicules séminales. Les ovaires s'étendent jusqu'à la région du cou et remplissent la cavité du tronc. Les ovules sont grands, héxaédriques, avec des bords et des angles arrondis. Ils sont pressés les uns contre les autres et remplissent complètement les ovaires, qui compriment l'intestin vers la face ventrale. Les oviductes s'ouvrent par des cupules dorsolatéralement. Les nageoires latérales s'étendent ventralement en avant de l'ouverture des oviductes. La position ventrale des nageoires et la position dorsale des oviductes aboutissent à un dispositif fonctionnel adéquat pour assurer le transfert des spermatozoïdes lors de la copulation. Les vésicules séminales touchent à la fois l'extrémité postérieure des nageoires latérales et l'extrémité antérieure de la nageoire caudale. Elles sont protégées ventralement par les parties postérieure et antérieure des nageoires latérales et de la queue. Les vésicules séminales sont ovales et ressemblent à de petites amphores sans anses, à col antérieur court ouvert au sommet du col. Ils sont recouverts par le tissu alvéolaire ou la collerette. Des taches sensorielles avec des cils sensoriels sont réparties sur la nageoire caudale et le long du bord des nageoires latérales et de la collerette, de la tête à la partie postérieure du tronc. Quatorze de ces taches se trouvent sur la nageoire caudale en environ dix semblent être réparties de chaque côté de la tête, jusqu'à la région de confluence de la collerette et de la partie antérieure des nageoires latérales. D'autres taches s'étendent le long des bords des nageoires latérales.

## Répartition géographique
Paraspadella pimukatharos a été trouvé dans les eaux côtières de la plage Fisherman's Cove de l'île de Santa Catalina en Californie, aux États-Unis. Il a été collecté à 10 m de profondeur dans des carottes de 10 cm. Le plus grand nombre de spécimens ont été obtenus dans des endroits où des fragments de l'algue coralline Lithothamnion australe constituaient plus de 50 %  des sédiments.

## Systématique
Le nom valide complet (avec auteur) de ce taxon est Paraspadella pimukatharos (Alvariño, 1987).

## Publication originale
- (en) Angeles Alvariño, « Spadella pimukatharos, a new benthic chaetognath from Santa Catalina Island, California », Proceedings of the Biological Society of Washington, Washington, Biological Society of Washington (d), vol. 100,‎ 1987, p. 125-133 (ISSN 0006-324X et 1943-6327, OCLC 1536434, lire en ligne).